# (1155) Aënna
(1155) Aënna es un asteroide perteneciente al cinturón de asteroides descubierto el 26 de enero de 1928 por Karl Wilhelm Reinmuth desde el observatorio de Heidelberg-Königstuhl, Alemania.

## Designación y nombre
Aënna recibió al principio la designación de 1928 BD.
Más tarde, a propuesta del Astronomisches Rechen-Institut, se nombró con la pronunciación alemana de las iniciales «A» y «N» del Astronomische Nachrichten seguidas de la terminación femenina aplicada a los asteroides en el aquellos años.

## Características orbitales
Aënna está situado a una distancia media de 2,464 ua del Sol, pudiendo acercarse hasta 2,059 ua y alejarse hasta 2,869 ua. Su excentricidad es 0,1642 y la inclinación orbital 6,592°. Emplea 1413 días en completar una órbita alrededor del Sol.